# باشگاه فوتبال سئونگنام

آرم سابق باشگاه در زمان فعالیت با نام سئونگنام ایلهوا چونما

باشگاه فوتبال سئونگنام (به کره‌ای: 성남 FC) یک باشگاه فوتبال در شهر سئونگنام در کشور کره جنوبی می‌باشد که در کی لیگ بازی می‌کند.
این باشگاه در ۱۸ مارس ۱۹۸۹ و با نام ایلهوا چونما تأسیس شده‌است. این باشگاه همچنین در سال ۲۰۱۴ با توجه به تغییر مالکیت، از سئونگنام ایلهوا چونما به سئونگنام تغییر نام داد.
سئونگنام دو بار در سال‌های ۱۹۹۶ و ۲۰۱۰ به مقام قهرمانی و دو بار در سال‌های ۱۹۹۷ و ۲۰۰۴ به مقام نایب قهرمانی در مسابقات لیگ قهرمانان آسیا رسیده‌است. این تیم همچنین یک بار در سال ۱۹۹۶ قهرمان سوپرجام آسیا شده‌است. این تیم همچنین در سال ۱۹۹۶ به مقام قهرمانی در جام باشگاهی آفریقا–آسیا نیز دست یافت. و موفق به کسب عنوان چهارمی درجام باشگاه‌های جهان درسال۲۰۱۰شد.   باشگاه سئونگنام سابقه ۷ عنوان قهرمانی و ۳ عنوان نایب قهرمانی را در کی لیگ دارد.
این تیم سابقهٔ قهرمانی در جام حذفی کره و سوپر جام کره را نیز دارد.